# Эйхендорф, Йозеф фон
Барон Йозеф Карл Бенедикт фон Эйхендорф (нем. Joseph Karl Benedikt von Eichendorff; 10 марта 1788[…], замок Лубовиц, Рацибужский повят[…] — 26 ноября 1857[…], Ныса, Силезия) — немецкий поэт и прозаик эпохи романтизма. Его лирические сочинения были переложены на музыку около 5000 раз.

## Биография
Йозеф фон Эйхендорф родился в дворянской католической семье. В 1801—1805 годах вместе с братом учился в католической гимназии в Бреслау, в 1805—1806 годах изучал право в университете городе Галле, в 1807—1808 гг. — в Гейдельбергском университете. В 1810—1812 гг. завершил образование в Вене.

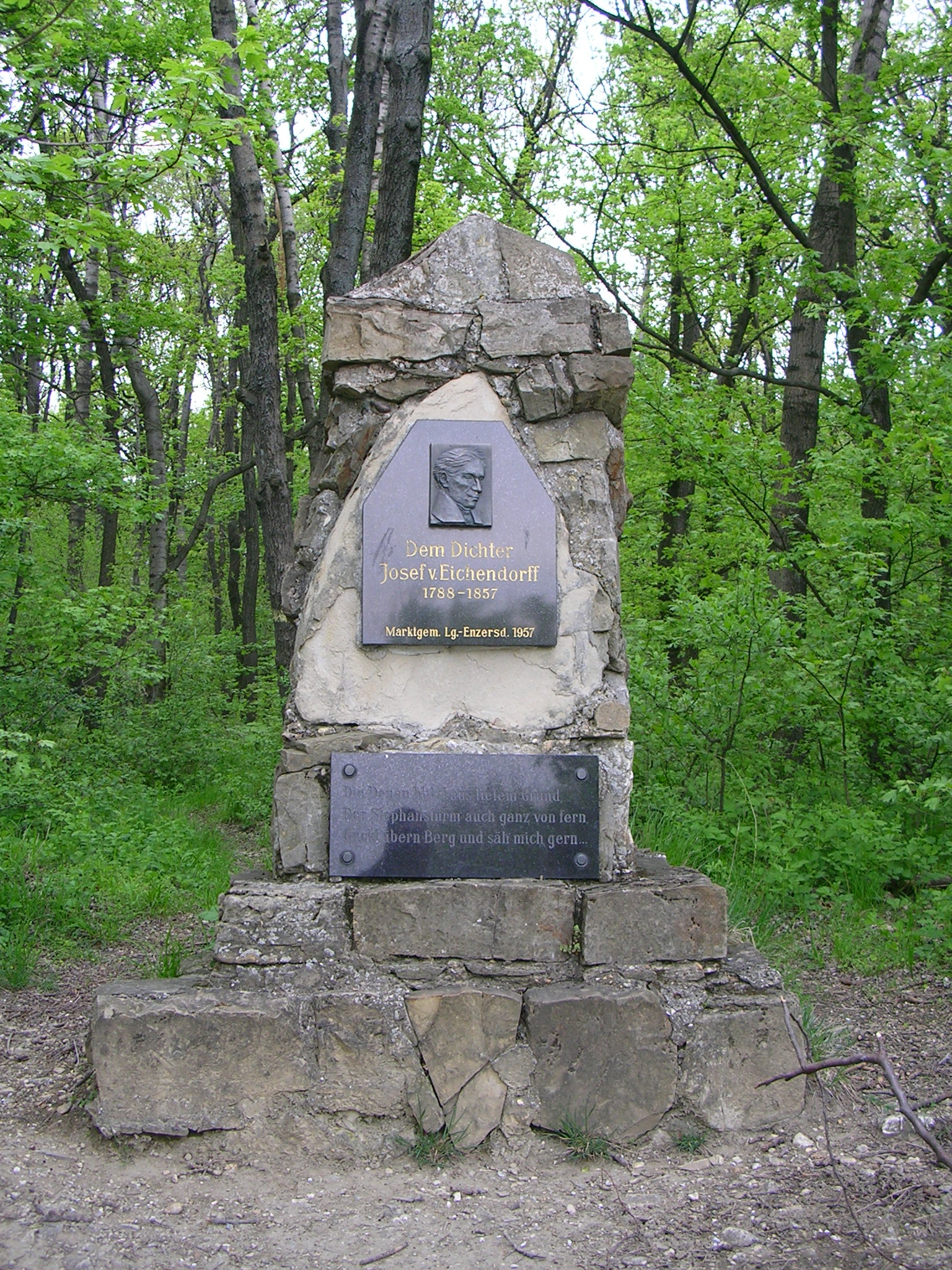
Памятник в Штаммерсдорфе

В 1813—1815 гг. участвовал в войне за освобождение против Наполеона. В 1816 г. поступил на прусскую государственную службу в Бреслау, с 1821 года был советником по делам церкви и школы в Данциге, с 1824 года — в Кёнигсберге. С 1831 г. служил в Берлине, в 1841 году получил чин тайного советника. В 1844 году фон Эйхендорф вышел в отставку. Последние годы жизни провёл в Данциге, Вене и Дрездене.
Эйхендорф был знаком со многими выдающимися людьми своего времени, такими как Ахим фон Арним, Клеменс Брентано, Генрих фон Клейст, Фридрих Шлегель и другие.
С 1931 года существует Общество Эйхендорфа, исследующее жизнь и творчество писателя. В 1956 году была учреждена литературная премия имени Эйхендорфа.

## Творчество
Йозеф фон Эйхендорф принадлежит к наиболее значительным немецким лирикам. Для большинства его стихотворений характерны спокойное и благодарное миросозерцание, глубокое религиозное чувство, внимание к природе. Многие стихотворения были положены на музыку такими композиторами, как Роберт Шуман («Лунная ночь», «Прекрасная чужбина»), Феликс Мендельсон («Ночная песнь», «Прощание с лесом»), Хуго Вольф (Цикл песен на стихи Эйхендорфа), Рихард Штраус («Im Abendrot» из цикла «Vier letzte Lieder») и др. Кроме того, фон Эйхендорф писал прозу и драмы.
С середины 1830-х годов фон Эйхендорф занимался литературно-историческими исследованиями, делал переводы с испанского.

## Произведения

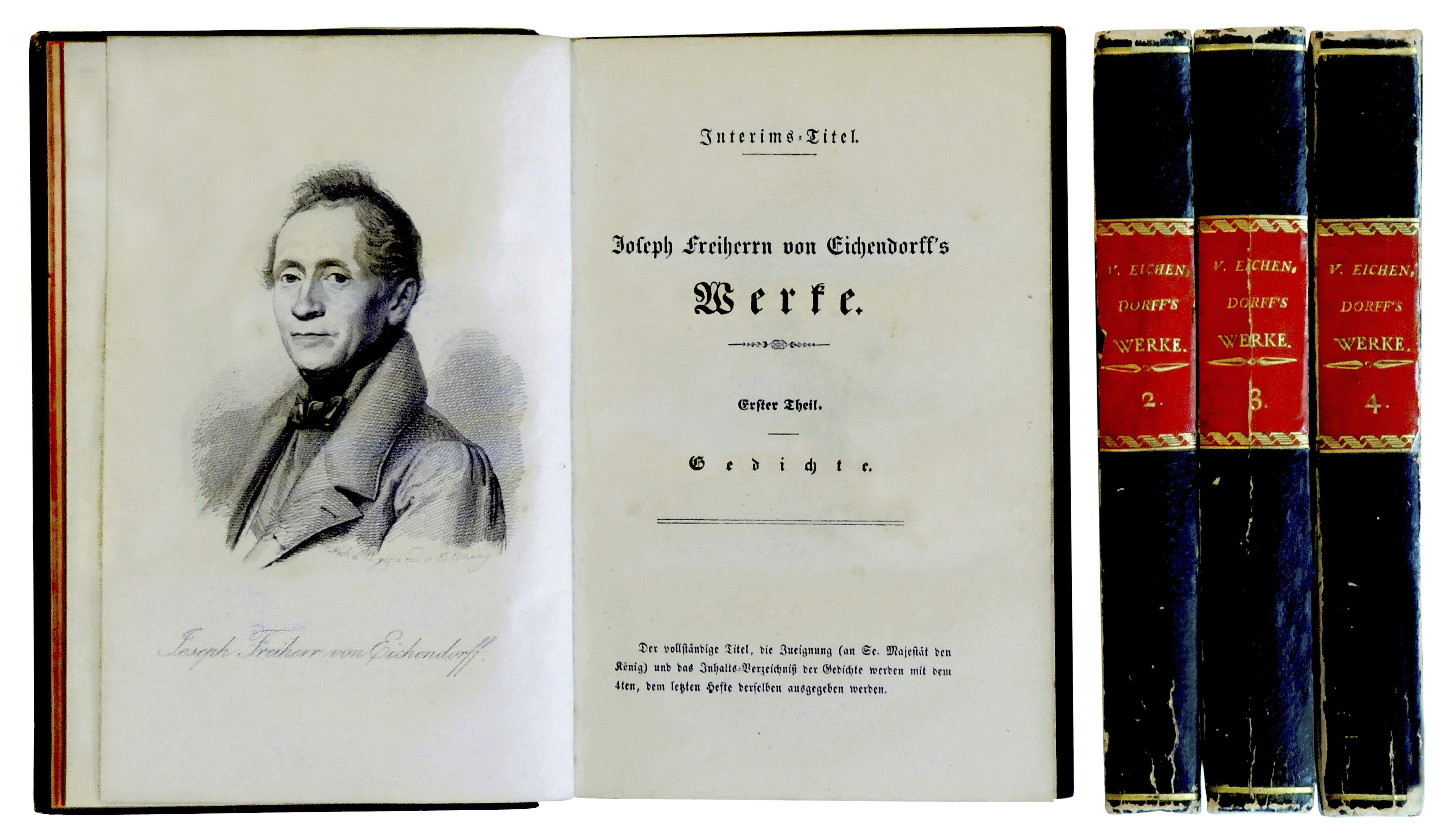
Собрание сочинений Эйхендорфа

### Проза
- «Осеннее волшебство» (Die Zauberei im Herbste) (1808), новелла
- «Предчувствие и настоящее» (Ahnung und Gegenwart) (1815), роман
- «Мраморная статуя» (Das Marmorbild) (1819), повесть
- «Из жизни одного бездельника» (Aus dem Leben eines Taugenichts) (1826), повесть
- «Много шума из ничего» (Viel Lärmen um nichts) (1833), сатирич. новелла
- «Поэты и их приятели» (Dichter und ihre Gesellen) (1834), роман
- «Замок Дюранде» (Das Schloß Dürande) (1836), новелла
- «Несчастливая звезда» (Unstern) (1839), новелла
- «Похищение» (Die Entführung) (1839), новелла
- «Морское путешествие» (Eine Meerfahrt) (1841), новелла
- «Рыцари счастья» (Die Glücksritter) (1841), новелла

### Эпос
- «Юлиан» (Julian) (1853)
- «Луций» (Lucius) (1857)

### Историко-литературные труды
- Об этическом и религиозном значении новой романтической поэзии в Германии (Über die ethische und religiöse Bedeutung der neuen romantischen Poesie in Deutschland) (1847)
- Немецкий роман XVIII века в его связи с христианством (Der deutsche Roman des 18. Jahrhunderts in seinem Verhältnis zum Christentum) (1851)
- К истории драмы (Zur Geschichte des Drama) (1854)
- История поэтической литературы Германии (Geschichte der Poetischen Literatur Deutschlands) (1857).

## Публикации текстов
- Эйхендорф Й. фон. Из жизни одного шалопая / Со вступ. ст., примеч. и слов. А. Лютера. — М. : И. Дейбнер, 1914. — 204 с. — (Школьные издания И. Дейбнер по преподаванию новых языков / Под ред. М. Блуменау, А. Лютера, В. Рипке ; т. 2).
- Эйхендорф Й. фон. Из жизни одного бездельника / Пер. Д. С. Усова // Немецкая романтическая повесть : в 2 т. / Пер. под ред М. А. Петровского ; статья и коммент. Н. Я. Берковского. — М. ; Л. : Academia, 1935. — Т. 2 : Арним, Брентано, Эйхендорф, Клейст. — С. 349—436. — 480 с. — (Немецкая литература / Под общ. ред. М. А. Лифшица). — 5300 экз.
- Эйхендорф Й. фон. Стихотворения / Пер. с нем., вступ. статья П. Карпа. — Л. : Художественная литература : ленинградское отделение, 1969. — 223 с.

## Экранизации
- 1973 — Из жизни одного бездельника
- 1977 — Бездельник